# Інститут прикладної астрономії РАН
Інститут прикладної астрономії (повна офіційна назва — «Федеральна державна бюджетна установа науки Інститут прикладної астрономії Російської академії наук», скорочене — ІПА РАН) — один з найбільших[джерело?] астрономічних інститутів світу, що веде дослідження в галузі нових методів астрометрії і геодинаміки, ефемеридної астрономії, класичної та релятивістської небесної механіки, радіоастрономії і радіоінтерферометрії, космічної геодезії та фундаментального координатно-часового забезпечення.

## Керівники
- 1988–2011 — Фінкельштейн Андрій Михайлович[ru].
- 2011 — 2017 — Іпатов Олександр Васильович.
- 2017 — даний час — Іванов Дмитро Вікторович

## Історія
ІПА РАН був утворений 13 листопада 1987 року за постановою Президії АН СРСР N941.
З початку 2012 року змінено тип і повне найменування інституту на «Федеральна державна бюджетна установа науки Інститут прикладної астрономії Російської академії наук», за постановою Президії РАН № 262 від 13 грудня 2011 року. Скорочена назва залишилося колишньою — ІПА РАН.

## Основні напрямки наукової діяльності
- Дослідження в галузі астрономії, ефемеридної астрономії та космічної геодезії.
- Дослідження в галузі наземної радіоінтерферометрії з наддовгими базами та радіоастрономії.
- Дослідження в галузі класичної та релятивістської небесної механіки.
- Дослідження в галузі фундаментального координатно-часового забезпечення.
- Побудова фундаментальних систем відліку та визначення параметрів обертання Землі.
- Дослідження в галузі радіоастрономічного та геодезичного приладобудування.
- Видання астрономічних і спеціалізованих щорічників, ефемерид малих планет та інших офіційних координатно-часових видань.
- Експлуатація та модернізація систем програмного забезпечення радіоінтерферометричної мережі «Квазар-КВО».

## Відділення інституту

### Відділення радіоастрономічної апаратури
- Лабораторія антен і антенних вимірювань
- Лабораторія радіоастрономічних приймальних пристроїв
- Лабораторія перетворення і реєстрації сигналів
- Лабораторія часу і частоти
- Лабораторія кореляційної обробки
- Лабораторія інформаційних та обчислювальних систем
- Центр кореляційної обробки

### Відділення радіоастрономічних спостережень
- Радіоастрономічна обсерваторія «Світле» (Приозерський відділ)
- Радіоастрономічна обсерваторія «Зеленчуцька» (Зеленчуцький відділ)
- Радіоастрономічна обсерваторія «Бадари» (Іркутський відділ)
- Відділ централізованої експлуатації обсерваторій

### Відділення фундаментальної і прикладної астрономії
- Лабораторія ефемеридної астрономії
- Лабораторія астрономічних щорічників
- Лабораторія космічної геодезії та обертання Землі
- Лабораторія малих тіл Сонячної системи
- Група релятивістської небесної механіки

### Дослідне виробництво
- Конструкторсько-технологічна група
- Радіомонтажна ділянка
- Механічна ділянка
- Слюсарна ділянка
- Зварювальна ділянка

## Видання
ІПА РАН видає російські і міжнародні астрономічні щорічники і альманахи, які містять ефемериди Сонця, Місяця, великих і малих планет і зірок, обчислені з максимальною точністю у відповідності зі стандартами, затвердженими Міжнародним астрономічним союзом, а також відомості про різні астрономічні явища — затемнення Сонця і Місяця, сходи і заходи Сонця та Місяця, планетні конфігурації тощо. Ці видання є єдиними офіційними ефемеридними документами в Росії, якими можуть користуватися різні споживачі та які можуть слугувати ефемеридним стандартом у будь-яких роботах.
Інститут прикладної астрономії РАН видає щотижневі бюлетені визначення параметрів обертання Землі, що включають результати обробки радіоінтерферометричних, лазерних і супутникових спостережень на глобальних мережах станцій, їх порівняння з даними Міжнародної служби обертання Землі та річний прогноз.

## Спостереження
Інститут прикладної астрономії РАН веде регулярні радіоінтерферометричні і радіоастрономічні спостереження на радіоастрономічних обсерваторіях мережі «Квазар-КВО» за міжнародними та російськими програмами.

## Розташування
Підрозділи Інституту прикладної астрономії РАН розташовані в чотирьох суб'єктах Російської Федерації: (Санкт-Петербург, Ленінградська область, Карачаєво-Черкеська Республіка, Республіка Бурятія).
- 191187, Санкт-Петербург, наб. Кутузова, д. 10
- 197110, Санкт-Петербург, вул. Жданівська, буд. 8
- 188833, Ленінградська область, Приозерський р-н, сел. Світле (обсерваторія «Світле»)
- 369140, Карачаєво-Черкеська республіка, Зеленчуцький р-н (обсерваторія «Зеленчуцька»)
- 671021, Республіка Бурятія, Тункинський р-н, урочище Бадари (обсерваторія «Бадари»)

## Відомі співробітники
- Батраков, Юрій Васильович